# Bedous
Bedous là một xã thuộc tỉnh Pyrénées-Atlantiques trong vùng Aquitaine ở tây nam nước Pháp. Xã này nằm ở khu vực có độ cao từ 372-1565 mét trên mực nước biển.
Dân số năm 2006 là 534 người.